# Aed Carabao
Aed Carabao (în thailandeză แอ๊ด คาราบาว, n. 9 noiembrie 1954, Provincia Suphanburi, Thailanda) este un actor și cântăreț thailandez.

## Discografie

### Album
- "Kam Phu Cha" (1984)
- "Tham Muea" (1988)
- "Kon Bueng" (1990)
- "No Ploblem" (1990)
- "World Folk Zen" (1991)
- "Prusapha" (1992)

### Single-uri
- "Khri Kha Pra Cha Chon"
- "Khwan Thai Jai Neung Deaw"
- th "Tsunami"[3]
- th "When Whak"[4]
- th "Jed Tula Lod Thong Kreung Sao"[5]
- th "Thep Pa Chao Dan Khun Thot [6]